# Cầu Bửu Hòa
Cầu Bửu Hòa là cây cầu bắc qua sông Đồng Nai, nối liền phường Bửu Hòa và phường Hiệp Hòa (tức cù lao Phố) thuộc thành phố Biên Hòa, Đồng Nai. Tổng chiều dài toàn tuyến là 1.242 mét, phần cầu chính dài 493 mét, rộng 18 mét. Độ cao tĩnh không thông thuyền là 7 mét. Cầu do Tổng công ty đường sắt Việt Nam làm chủ đầu tư với tổng số vốn hơn 578,6 tỷ đồng.